# Giovanni Andrea Biscaino
Giovanni Andrea Biscaino (Genova, ... – Genova, 1657) è stato un pittore italiano.
Giovanni Andrea Biscaino fu un paesaggista genovese morto di peste nel 1657. Egli fu il padre e il maestro del più noto Bartolomeo Biscaino, pittore, incisore e disegnatore. 